# Besa (filme)
Besa é um filme de drama sérvio de 2009 dirigido e escrito por Srđan Karanović. Foi selecionado como representante da Sérvia à edição do Oscar 2011, organizada pela Academia de Artes e Ciências Cinematográficas.

## Elenco
- Miki Manojlović - Azem
- Iva Krajnc - Lea
- Nebojša Dugalić - Filip
- Radivoje Bukvić - Lieutenant Jevrem
- Ana Kostovska
- Radivoj Knežević
- Jovo Makšić - Mane